# Björn Leukemans
Björn Leukemans (Deurne, 1 juli 1977) is een voormalig Belgisch wielrenner. Hij begon zijn carrière in de opleidingsploeg Vlaanderen 2002-Eddy Merckx en reed zijn laatste jaar, in 2015, bij Wanty-Groupe Gobert.

## Biografie
Enkele ereplaatsen leverden hem een contract op bij Palmans-Colstrop, waarvoor hij in 2004 een etappe in de Ronde van België won. Vanaf 2005 reed Leukemans voor Predictor-Lotto (voorheen Davitamon - Lotto).
In 2005 kon Leukemans aanvankelijk bevestigen door onder andere een tweede plaats in de GP van Wallonië, een zevende stek in de Amstel Gold Race en een zesde plaats op het Belgisch kampioenschap. In dat jaar werd Leukemans ook voor het eerst geselecteerd voor het wereldkampioenschap wielrennen op de weg.
Vaak werd Leukemans' seizoen echter verstoord door blessures en ziekte. Zo brak hij in mei 2006 in de Ronde van België zijn schouderblad nadat hij bleef haken achter de achteruitkijkspiegel van de wagen van zijn sportdirecteur. Hiermee viel zijn geplande Tour-debuut in het water en werd de rest van zijn seizoen grondig verstoord.
Ook het seizoen 2007 begon voor Leukemans in mineur: in de derde rit van de Ster van Bessèges kwam hij ten val over een vluchtheuvel en brak hij zijn sleutelbeen. Desondanks slaagde hij er in om vierde te eindigen in Parijs-Roubaix. In juli 2007 behaalde hij zijn tweede profzege door de koninginnenrit van de Ronde van Oostenrijk op zijn naam te schrijven. Hij sloot zijn seizoen af met een dertiende plaats op het Wereldkampioenschap wielrennen in Stuttgart. In november 2007 bleek dat Leukemans enkele dagen voor dat WK positief testte op testosteron. Leukemans zelf ontkende met klem en vroeg onmiddellijk een tegenexpertise aan. Op 26 december 2007 werd hij door zijn ploeg Predictor-Lotto ontslagen.
Begin 2008 schorste de disciplinaire commissie van de Vlaamse Gemeenschap hem voor twee jaar. De sanctie ging in vanaf 14 februari 2008. Leukemans vocht de beslissing aan bij de Raad van State en deze schorste de beslissing op 13 mei. Daarop legde de disciplinaire raad van de Vlaamse Gemeenschap Leukemans in augustus 2008 een schorsing van zes maanden op, waarvan drie met uitstel. De straf ging in met terugwerkende kracht, zodat Leukemans onmiddellijk weer kon koersen.
Sinds 2009 was Leukemans een van de kopmannen bij de Nederlandse wielerformatie Vacansoleil. In die hoedanigheid baarde hij in 2011 opzien door in alle aprilklassiekers op te stappen en goed te presteren. Dit leverde hem twee zevende (RVV, AGR), een negende (LBL) en een dertiende (P-R) plaats op.
In 2013 werd bekendgemaakt dat zijn ploeg, Vacansoleil-DCM, zou stoppen aan het einde van het seizoen. In 2014 werd hij kopman bij de nieuwe continentale wielerploeg van Hilaire Van der Schueren, zijn ploegleider van de vorige seizoenen. Het nieuwe team ging rijden met als hoofdsponsor Wanty, dat eerder cosponsor was van de wielerploeg Accent-Wanty. In december 2015 maakte Leukemans bekend te stoppen met wielrennen omdat de ploeg hem geen nieuw contract kon aanbieden.

## Belangrijkste overwinningen
2002
3e etappe Koers van de Olympische Solidariteit
2004
5e etappe Ronde van België
2007
4e etappe Ronde van Oostenrijk
2009
4e etappe Ster van Bessèges
2010
Druivenkoers Overijse
2011
1e etappe Ronde van de Limousin
Eindklassement Ronde van de Limousin
Heistse Pijl
Druivenkoers Overijse
2012
Druivenkoers Overijse
2013
Druivenkoers Overijse
2014
1e etappe Ronde van de Limousin
2015
Ronde van Limburg (België)
Grote Prijs Jef Scherens
Grote Prijs Stad Geraardsbergen

## Resultaten in voornaamste wedstrijden
| Jaar | Ronde van Italië | Ronde van Frankrijk | Ronde van Spanje |
| ---- | ---------------- | ------------------- | ---------------- |
| 2001 |                  |                     |                  |
| 2002 |                  |                     |                  |
| 2003 |                  |                     |                  |
| 2004 |                  |                     |                  |
| 2005 | 106e             |                     |                  |
| 2006 |                  |                     | 93e              |
| 2007 |                  |                     |                  |
| 2009 |                  |                     | opgave           |
| 2010 |                  |                     |                  |
| 2011 |                  | buiten tijd         |                  |
| 2012 |                  |                     |                  |
| 2013 |                  |                     |                  |
| 2014 |                  |                     |                  |
| 2015 |                  |                     |                  |

| Jaar | Milaan-San Remo | Gent-Wevelgem | Ronde van Vlaanderen | Parijs-Roubaix | Amstel Gold Race | Luik-Bast.‑Luik | Ronde van Lombardije | Waalse Pijl | Brabantse Pijl | Dwars door Vlaanderen |  | WK op de weg |  | Wereldranglijsten |
| ---- | --------------- | ------------- | -------------------- | -------------- | ---------------- | --------------- | -------------------- | ----------- | -------------- | --------------------- |  | ------------ |  | ----------------- |
| 2001 |                 |               | 86e                  |                |                  |                 |                      | 87e         |                | 28e                   |  |              |  |                   |
| 2002 |                 |               | 36e                  |                |                  | 87e             |                      |             | 17e            |                       |  |              |  |                   |
| 2003 |                 |               |                      |                | 43e              | 86e             |                      | 103e        |                |                       |  |              |  |                   |
| 2004 |                 |               |                      |                | opgave           | 30e             |                      | 16e         | 13e            |                       |  |              |  |                   |
| 2005 |                 |               |                      |                | 7e               | 86e             | opgave               | 31e         |                |                       |  | 27e          |  | 125e (UPT)        |
| 2006 | 26e             |               |                      |                | 46e              | 41e             | opgave               | 36e         | 12e            |                       |  |              |  |                   |
| 2007 | 88e             | 64e           | 20e                  | 4e             |                  |                 |                      |             | 7e             | 13e                   |  | 13e          |  | 78e (UPT)         |
| 2009 |                 | 86e           | 8e                   | 41e            | 33e              |                 |                      |             | 4e             | 19e                   |  |              |  | 127e (UWK)        |
| 2010 |                 |               | 4e                   | 6e             | 24e              |                 |                      |             | 7e             | ↑                     |  | 20e          |  | 55e (UWK)         |
| 2011 | 77e             |               | 7e                   | 13e            | 7e               | 9e              |                      |             | ↑              | 13e                   |  | 52e          |  | 62e (UWT)         |
| 2012 | 23e             |               | 14e                  |                |                  |                 | opgave               |             |                | 88e                   |  | 26e          |  | 117e (UWT)        |
| 2013 |                 |               | 18e                  | 16e            | 7e               | 28e             |                      |             | ↑              | 15e                   |  | opgave       |  | 138e (UWT)        |
| 2014 |                 | 46e           | 9e                   | 15e            | 11e              | opgave          |                      |             | 5e             | 23e                   |  |              |  |                   |
| 2015 |                 | 21e           | 27e                  | 19e            | 28e              | 53e             |                      |             | 43e            |                       |  |              |  |                   |

## Ploegen
- 2000- Vlaanderen 2002-Eddy Merckx
- 2001- Vlaanderen-T-Interim
- 2002- Palmans-Collstrop
- 2003- Palmans-Collstrop-MrBookmaker.be
- 2004- MrBookmaker.com-Palmans
- 2005- Davitamon-Lotto
- 2006- Davitamon-Lotto
- 2007- Predictor-Lotto
- 2009- Vacansoleil Pro Cycling Team
- 2010- Vacansoleil Pro Cycling Team
- 2011- Vacansoleil-DCM Pro Cycling Team
- 2012- Vacansoleil-DCM Pro Cycling Team
- 2013- Vacansoleil-DCM Pro Cycling Team
- 2014- Wanty-Groupe Gobert
- 2015- Wanty-Groupe Gobert